# Хој
Хој (енгл. Hoy) је једно од Британских острва које припада Уједињеном Краљевству, односно Шкотској. Налази се у и део је ужег архипелага Оркнијска острва. Површина острва износи 143 km². Према попису из 2001. на острву је живело 272 становника.